# Guillermo Wiese de Osma
Guillermo Francisco Wiese de Osma (París, 5 de noviembre de 1927 - Lima, 27 de abril de 1999), fue un banquero, empresario y filántropo peruano.

## Biografía
Su padre fue Augusto N. Wiese Eslava, hijo de Wilhelme Wiese Riecke y de Sofía Eslava y Salmón. Su madre fue Virginia de Osma Porras, hija de Felipe de Osma y Pardo y Virginia Porras Osores, hermana del canciller Melitón F. Porras Osores y tía del académico Raúl Porras Barrenechea.
Se casó con Delfina Miró Quesada Cornejo, nieta de Antonio Miró Quesada de la Guerra, con quien tuvo cinco hijas entre las que estaca la artista Verónica Wiese Miró Quesada. Asimismo, es tío de Susana de la Puente Wiese, economista y ex embajadora del Perú en el Reino Unido.
Practicó el surf en el exclusivo Club Waikiki, junto a su hermano, Augusto Wiese de Osma, y a otras figuras como Carlos Dogny (fundador del club), participando en varios campeonatos y llegando a ser campeón nacional.

## Vida profesional
Estudió derecho en la Pontificia Universidad Católica del Perú. 
Ligado siempre a la banca, en 1952 ingresa a laborar en el importante Banco Wiese Ltdo. fundado por su padre en 1943 y perteneciente al Grupo Wiese. Asciende rápidamente y es nombrado director al año siguiente, vicepresidente del directorio, en 1957, y presidente del directorio, en 1971. Debido a su experiencia fue nombrado director del Banco Central de Reserva entre agosto de 1962 y diciembre de 1966 y también en el Banco Latinoamericano de Exportaciones (Bladex). 
Fue gobernador alterno de la Federación Latinoamericana de Bancos (Felaban) y representante de la Asociación de Bancos en la Confederación Nacional de Instituciones Empresariales Privadas (CONFIEP). En momentos difíciles para la banca privada supo preservarlo en el marco de la propiedad privada. Luego sería nombrado presidente honorario del directorio del Banco Wiese, presidente de Negocios e Inmuebles de Wiese Inversiones Financieras, vicepresidente de A y F Wiese y Wiese Representaciones.
Es recordado por su atrincheramiento dentro del Banco Wiese para no ser expulsado por los policías que cumplían la medida de estatización de la banca dada por el presidente Alan García.
Asimismo, trabajo en la Fundación Wiese, fundada por su padre en 1960. Desde la fundación apoyó diversas investigaciones arqueológicas, entre ellas la del sitio arqueológico El Brujo, en el que se encontró a la Dama de Cao y en el que se fundó el Museo de Sitio Cao.
Falleció víctima de una penosa enfermedad el 27 de abril de 1999 en Lima, siendo sus restos velados en el velatorio de la Iglesia de la Virgen del Pilar en San Isidro y sepultado en el Parque Cementerio Campo Fe de Huachipa, creado sobre lo que fue la Hacienda Wiese de Osma y Checa Solari. Víctor Miró-Quesada, gerente general del Banco Wiese, en nombre del Banco y Felipe Thorndike, en nombre de los amigos, le dieron la despedida. 
En septiembre de 1999, cinco meses después de su muerte, el banco familiar, tras el salvataje bancario del Estado, se fusionó con el Banco de Lima-Sudameris, fundado por el Crédit Lyonnais de Francia. Para el 2006, la mayoría de las acciones, pertenecientes a Intesa Sanpaolo, fueron vendidas a la canadiense Scotiabank, que absorbió el banco, desapareciendo así el Banco Wiese Ltdo.

## Premios y reconocimientos
- Orden de la Cruz Peruana al Mérito Naval en el grado de Gran Oficial.
- Premio IPAE 1979

## Árbol genealógico
|  |                                                 |  |  |  |  |  |  |  |  |  |  |  |  |  |  |  |
|  | 16.                                             |  |  |  |  |  |  |  |  |  |  |  |  |  |  |  |
|  |                                                 |  |  |  |  |  |  |  |  |  |  |  |  |  |  |  |
|  |                                                 |  |  |  |  |  |  |  |  |  |  |  |  |  |  |  |
|  | 8. Johann Wiese Kröger                          |  |  |  |  |  |  |  |  |  |  |  |  |  |  |  |
|  |                                                 |  |  |  |  |  |  |  |  |  |  |  |  |  |  |  |
|  |                                                 |  |  |  |  |  |  |  |  |  |  |  |  |  |  |  |
|  | 17.                                             |  |  |  |  |  |  |  |  |  |  |  |  |  |  |  |
|  |                                                 |  |  |  |  |  |  |  |  |  |  |  |  |  |  |  |
|  |                                                 |  |  |  |  |  |  |  |  |  |  |  |  |  |  |  |
|  | 4. Wilhelme Wiese Riecke                        |  |  |  |  |  |  |  |  |  |  |  |  |  |  |  |
|  |                                                 |  |  |  |  |  |  |  |  |  |  |  |  |  |  |  |
|  |                                                 |  |  |  |  |  |  |  |  |  |  |  |  |  |  |  |
|  | 18.                                             |  |  |  |  |  |  |  |  |  |  |  |  |  |  |  |
|  |                                                 |  |  |  |  |  |  |  |  |  |  |  |  |  |  |  |
|  |                                                 |  |  |  |  |  |  |  |  |  |  |  |  |  |  |  |
|  | 9.Catherine Margherite Riecke Henne             |  |  |  |  |  |  |  |  |  |  |  |  |  |  |  |
|  |                                                 |  |  |  |  |  |  |  |  |  |  |  |  |  |  |  |
|  |                                                 |  |  |  |  |  |  |  |  |  |  |  |  |  |  |  |
|  | 19.                                             |  |  |  |  |  |  |  |  |  |  |  |  |  |  |  |
|  |                                                 |  |  |  |  |  |  |  |  |  |  |  |  |  |  |  |
|  |                                                 |  |  |  |  |  |  |  |  |  |  |  |  |  |  |  |
|  | 2. Augusto N. Wiese Eslava                      |  |  |  |  |  |  |  |  |  |  |  |  |  |  |  |
|  |                                                 |  |  |  |  |  |  |  |  |  |  |  |  |  |  |  |
|  |                                                 |  |  |  |  |  |  |  |  |  |  |  |  |  |  |  |
|  | 20. Andrés de Eslava y Torres                   |  |  |  |  |  |  |  |  |  |  |  |  |  |  |  |
|  |                                                 |  |  |  |  |  |  |  |  |  |  |  |  |  |  |  |
|  |                                                 |  |  |  |  |  |  |  |  |  |  |  |  |  |  |  |
|  | 10. José María Eslava Valdivia                  |  |  |  |  |  |  |  |  |  |  |  |  |  |  |  |
|  |                                                 |  |  |  |  |  |  |  |  |  |  |  |  |  |  |  |
|  |                                                 |  |  |  |  |  |  |  |  |  |  |  |  |  |  |  |
|  | 21. Josefa de Valdivia                          |  |  |  |  |  |  |  |  |  |  |  |  |  |  |  |
|  |                                                 |  |  |  |  |  |  |  |  |  |  |  |  |  |  |  |
|  |                                                 |  |  |  |  |  |  |  |  |  |  |  |  |  |  |  |
|  | 5. Sofía Eslava Salmón                          |  |  |  |  |  |  |  |  |  |  |  |  |  |  |  |
|  |                                                 |  |  |  |  |  |  |  |  |  |  |  |  |  |  |  |
|  |                                                 |  |  |  |  |  |  |  |  |  |  |  |  |  |  |  |
|  | 22.                                             |  |  |  |  |  |  |  |  |  |  |  |  |  |  |  |
|  |                                                 |  |  |  |  |  |  |  |  |  |  |  |  |  |  |  |
|  |                                                 |  |  |  |  |  |  |  |  |  |  |  |  |  |  |  |
|  | 11.Juana Salmón Chacón                          |  |  |  |  |  |  |  |  |  |  |  |  |  |  |  |
|  |                                                 |  |  |  |  |  |  |  |  |  |  |  |  |  |  |  |
|  |                                                 |  |  |  |  |  |  |  |  |  |  |  |  |  |  |  |
|  | 23.                                             |  |  |  |  |  |  |  |  |  |  |  |  |  |  |  |
|  |                                                 |  |  |  |  |  |  |  |  |  |  |  |  |  |  |  |
|  |                                                 |  |  |  |  |  |  |  |  |  |  |  |  |  |  |  |
|  | 1. Guillermo Wiese de Osma                      |  |  |  |  |  |  |  |  |  |  |  |  |  |  |  |
|  |                                                 |  |  |  |  |  |  |  |  |  |  |  |  |  |  |  |
|  |                                                 |  |  |  |  |  |  |  |  |  |  |  |  |  |  |  |
|  | 24. Gaspar Antonio de Osma y Tricio             |  |  |  |  |  |  |  |  |  |  |  |  |  |  |  |
|  |                                                 |  |  |  |  |  |  |  |  |  |  |  |  |  |  |  |
|  |                                                 |  |  |  |  |  |  |  |  |  |  |  |  |  |  |  |
|  | 12.Mariano de Osma y Ramírez de Arellano        |  |  |  |  |  |  |  |  |  |  |  |  |  |  |  |
|  |                                                 |  |  |  |  |  |  |  |  |  |  |  |  |  |  |  |
|  |                                                 |  |  |  |  |  |  |  |  |  |  |  |  |  |  |  |
|  | 25.María Josefa Ramírez de Arellano y Baquíjano |  |  |  |  |  |  |  |  |  |  |  |  |  |  |  |
|  |                                                 |  |  |  |  |  |  |  |  |  |  |  |  |  |  |  |
|  |                                                 |  |  |  |  |  |  |  |  |  |  |  |  |  |  |  |
|  | 6. Felipe de Osma y Pardo                       |  |  |  |  |  |  |  |  |  |  |  |  |  |  |  |
|  |                                                 |  |  |  |  |  |  |  |  |  |  |  |  |  |  |  |
|  |                                                 |  |  |  |  |  |  |  |  |  |  |  |  |  |  |  |
|  | 26. Felipe Pardo y Aliaga                       |  |  |  |  |  |  |  |  |  |  |  |  |  |  |  |
|  |                                                 |  |  |  |  |  |  |  |  |  |  |  |  |  |  |  |
|  |                                                 |  |  |  |  |  |  |  |  |  |  |  |  |  |  |  |
|  | 13. Francisca Pardo y Lavalle                   |  |  |  |  |  |  |  |  |  |  |  |  |  |  |  |
|  |                                                 |  |  |  |  |  |  |  |  |  |  |  |  |  |  |  |
|  |                                                 |  |  |  |  |  |  |  |  |  |  |  |  |  |  |  |
|  | 27.María de Lavalle y Arias de Saavedra         |  |  |  |  |  |  |  |  |  |  |  |  |  |  |  |
|  |                                                 |  |  |  |  |  |  |  |  |  |  |  |  |  |  |  |
|  |                                                 |  |  |  |  |  |  |  |  |  |  |  |  |  |  |  |
|  | 3. Virginia de Osma Porras                      |  |  |  |  |  |  |  |  |  |  |  |  |  |  |  |
|  |                                                 |  |  |  |  |  |  |  |  |  |  |  |  |  |  |  |
|  |                                                 |  |  |  |  |  |  |  |  |  |  |  |  |  |  |  |
|  | 28. Santiago Porras Santoyo                     |  |  |  |  |  |  |  |  |  |  |  |  |  |  |  |
|  |                                                 |  |  |  |  |  |  |  |  |  |  |  |  |  |  |  |
|  |                                                 |  |  |  |  |  |  |  |  |  |  |  |  |  |  |  |
|  | 14. Melitón Porras Díaz                         |  |  |  |  |  |  |  |  |  |  |  |  |  |  |  |
|  |                                                 |  |  |  |  |  |  |  |  |  |  |  |  |  |  |  |
|  |                                                 |  |  |  |  |  |  |  |  |  |  |  |  |  |  |  |
|  | 29. María Díaz Palazuelos                       |  |  |  |  |  |  |  |  |  |  |  |  |  |  |  |
|  |                                                 |  |  |  |  |  |  |  |  |  |  |  |  |  |  |  |
|  |                                                 |  |  |  |  |  |  |  |  |  |  |  |  |  |  |  |
|  | 7. Clotilde Virginia Porras Osores              |  |  |  |  |  |  |  |  |  |  |  |  |  |  |  |
|  |                                                 |  |  |  |  |  |  |  |  |  |  |  |  |  |  |  |
|  |                                                 |  |  |  |  |  |  |  |  |  |  |  |  |  |  |  |
|  | 30. Manuel Antonio Osores                       |  |  |  |  |  |  |  |  |  |  |  |  |  |  |  |
|  |                                                 |  |  |  |  |  |  |  |  |  |  |  |  |  |  |  |
|  |                                                 |  |  |  |  |  |  |  |  |  |  |  |  |  |  |  |
|  | 15. Virginia Osores Valera                      |  |  |  |  |  |  |  |  |  |  |  |  |  |  |  |
|  |                                                 |  |  |  |  |  |  |  |  |  |  |  |  |  |  |  |
|  |                                                 |  |  |  |  |  |  |  |  |  |  |  |  |  |  |  |
|  | 31. Josefa Valera Carrera                       |  |  |  |  |  |  |  |  |  |  |  |  |  |  |  |
|  |                                                 |  |  |  |  |  |  |  |  |  |  |  |  |  |  |  |
|  |                                                 |  |  |  |  |  |  |  |  |  |  |  |  |  |  |  |